# Raghunath Purushottam Paranjpe
Raghunath Purushottam Paranjpe fue un diplomático indio. Alumno de la Universidad de Cambridge, obtuvo el senior wrangler (primer puesto en las pruebas de matemáticas) de 1899.

## Primeros años y educación
Raghunath Paranjpye nació en Murdi, cerca de Dapoli, en la costa Distrito de Ratnagiri de Maharastra. Fue educado en la escuela secundaria Maratha de Bombay, en el Fergusson College de Pune y en la Universidad de Bombay antes de ingresar en el Saint John's College (Cambridge) en 1896. Se graduó como senior Wrangler en 1899. Paranjpye fue elegido miembro del St John's College en noviembre de 1901 y permaneció como tal hasta 1907, aunque regresó a la India para convertirse en profesor de matemáticas en el Fergusson College en 1902.
Unas de las primeras películas documentales indias, producida por H. S. Bhatavdekar, "El regreso del Wrangler Paranjpye" (1902) y "Delhi Durbar de Lord Curzon" (1903), se basaron en la vida de Paranjpe.

## Carrera
En 1907 se convirtió en el primer bibliotecario de la Sociedad Matemática India en el Fergusson College. Se convirtió en el director de la universidad, puesto en el que permaneció durante dos décadas, hasta 1926. Posteriormente, se convirtió consecutivamente en el Vicecanciller de la Universidad de Bombay y de la Universidad de Lucknow. En 1921, la Universidad de Calcuta le otorgó un doctorado honoris causa en ciencias.
Sir Raghunath resultó elegido en 1912 miembro del Consejo Legislativo de Bombay en representación de la circunscripción de la Universidad de Bombay. Fue elegido nuevamente para el Consejo ampliado según la Ley del Gobierno de la India de 1919. Como parte de la diarquía en la Presidencia de Bombay, sirvió como ministro de Educación y ocupó el cargo hasta 1923. No pudo ser reelegido en 1923, perdiendo ante M. R. Jayakar del Partido Swaraj.
Paranjpye recibió el título de Caballero del Gobierno Colonial en 1942. En los tres años (1944-1947) que precedieron a la independencia de la India del Raj británico, el gobierno británico lo nombró Alto Comisionado de la India para Australia. En los días del Raj Británico, hubo algunas críticas de que Paranjpe a menudo aparecía del lado de las autoridades británicas en un momento de fermento nacionalista en la India.
Fue el fundador de la Asociación Racionalista India en Madrás en 1949, y siguió siendo su presidente durante muchos años. Su autobiografía, '84 Not Out', apareció en 1961.
Acharya Atre dedicó un capítulo completo en su autobiografía al Wrangler Paranjpye, escribiendo sobre su fama en todo el país y sobre cómo, gracias a él, los estudiantes de fuera de Maharashtra acudieron a estudiar al Ferguson College.

## Familia
Su hermano menor, Hari Purushottam Paranjpye fue un agricultor muy conocido en su tiempo. En 1991, el Gobierno de la India otorgó a la hija de Paranjpe, Shakuntala Paranjpye un título de Padma Bhushan en reconocimiento a su trabajo en el campo de la planificación familiar. Shakuntala también fue miembro nominado de la Rajya Sabha en la década de 1960. En 2006, el Gobierno de India otorgó a su nieta, Sai Paranjpye, el título de Padma Bhushan en reconocimiento a su talento artístico. Es directora de cine y guionista.

## Títulos y cargos
- En 1899 fue Senior Wrangler por la Universidad de Cambridge.
- De 1902 a 1924 fue Decano (educación) y Professor de Matemáticas en el Fergusson College, Pune.
- De 1916 a 1920 fue Vice-Chancellor de la en:SNDT Women's University, Pune.
- De 1913 a 1923 y 1927 fue miembro de la en:Bombay Legislative Council.
- De 1921 a 1923 y 1927 fue ministro de Educacíon en Mumbay.
- De 1927 a 1932 fue miembro de la en:Council of India.
- De 1924 a 1930 fue Vice-Chancellor de la en:University of Lucknow y presidente de la National Liberal Federation.
- En 1942 Die historischen Dramen Gerhart Hauptmanns. Munich, Phil. Diss. 1942
- De 1945 a 1947 fue Alto Comisionado en Canberra.
- De 1949 a 1952 fue presidente de la en:Science and Rationalists' Association of India.
- En 1956 fue Vicecancellor de la en:Savitribai Phule Pune University.[16]